# Ватикански палимпсест
Ватиканският палимпсест е старобългарски пергаментен ръкопис с 203 страници на кирилица, който съдържа най-стария познат препис на Евангелието на славянски език.
Ръкописът е открит от Трендафил Кръстанов през 1982 г. във Ватиканската библиотека. Откритието става почти случайно, в процеса на търсене на писмо, адресирано до папските кардинали от вселенския патриарх Герман II през 1232 г., в което се посочва, че както гърците, така и други източни народи, сред които „и царството на българите с великите победи“, желаят уния с Рим. Съдържащият писмото ръкопис е записан в библиотеката със сигнатура Vat. gr. 2502. Под гръцкия му текст Кръстанов забелязва друг, писан с кирилски букви: оказва се, че книгата е палимпсест, тоест пергаментът ѝ е бил използван повторно, при което написаното по-рано върху него е било измито или изтрито. През XIX век за разчитането на първононачалния текст в такива ръкописи използвали химически реагент (амониев хидросулфат), който разяждал пергамента. В наше време разчитането става с помощта на ултравиолетова фотография. От 203-те страници на Ватиканския палимпсест са разчетени 186. Установено е, че той съдържа изборно (служебно) Евангелие от Х век.
До откритието на Трендафил Кръстанов за най-стар точно датиран и локализиран славянски ръкопис е смятано Остромировото евангелие, също на кирилица. Това евангелие е преписано от източнобългарски първообраз в Новгород през 1056 – 1057 година. Въз основа на него и на останалите най-стари славянски ръкописи (Асеманиево евангелие, Савина книга, Супрасълски сборник и други) са градени научни теории, които силно подценяват значението на говоримия български език от IX век за развитието на славянската култура. Според проф. Кръстанов първите преводи на братята Кирил и Методий са на жив югоизточен български говор от Тракия и Родопите. Константин Философ започва своята преводаческа работа още преди Моравската мисия от 863 г., в манастира „Полихрон“ в малоазиатската област Витиния, където живеят славяни, преселени от Тракия и Родопите. На техния език той превежда славянското изборно (богослужебно) Евангелие, осветено от римските папи. След 893 година този език е приет като официален книжовен и църковен език в България.
Ватиканският палимпсест е издаден през 1996 г. В издаването участват Анна-Мария Тотоманова, която сверява превода с гръцкия оригинал и (като редактор) проф. Иван Добрев. Поради липса на средства все още липсва фототипно издание на паметника, при все че той представлява вероятно най-старата запазена до наши дни книга на кирилица.